# Шошоко
Шошоко (англ. Shoshoko Falls) — каскад водопадов, расположенный в Лавинном каньоне национального парка Гранд-Титон, находящегося на территории американского штата Вайоминг. Высота падения воды — около 240 футов (73 м), прерывистый, питается стоком от таяния снега и находится недалеко от выхода ручья Таггарт из озера Тамина.
Входит в 21,2-километровый сложный пеший туристический маршрут, включающий ручей Таггарт и озеро Тамина.
Населённые пункты в окрестностях — деревни Бивер-Крик (6 км к юго-востоку), Гровонт (13 км к юго-востоку), Титон-Виллидж (14 км к югу), Келли (17 км к юго-востоку).
Пики — Маттернот (1,25 км к северо-западу), Маунт-Уистер (1,25 км к юго-западу), Сполдинг (1,5 км к северо-западу).
Считается, что основным населением окрестностей были пешие индейцы-шошоны, которых называли «шошоко» — это слово буквально означает «пешеход» (притом что шошоны в других местах в основном занимались конной охотой).